# اندرو مور
اندرو مور (به انگلیسی: Andrew Moore) سناتور سابق عضو حزب دموکرات-جمهوری‌خواه بود. وی در سال ۱۸۰۴ تا ۱۸۰۹ میلادی سناتور ایالت ویرجینیا در سنای ایالات متحده آمریکا بود.